# Chiesa dell'Assunzione di Maria Vergine (Langhirano)
La chiesa dell'Assunzione di Maria Vergine, nota anche come pieve di Castrignano, è un luogo di culto cattolico dalle forme neoclassiche e neobizantine, situato su un colle accanto alle rovine del castello medievale, in strada Fontana a Castrignano, frazione di Langhirano, in provincia e diocesi di Parma; è sede di una parrocchia compresa nella zona pastorale della Pedemontana.

## Storia
L'originaria pieve fu costruita secondo alcuni storici già nel VI secolo, anche se non esistono prove che l'antico edificio sorgesse sul luogo dell'attuale, posto all'interno della cinta muraria del castello medievale.
La chiesa fu menzionata per la prima volta nel 1005 nell'Ordo Archipresbiterorum Plebium, voluto dal vescovo di Parma Sigifredo II; la sua esistenza è testimoniata anche nel Capitulum seu Rotulus Decimarum della diocesi di Parma risalente al 1230, quando dalla pieve dipendevano ben 17 cappelle del circondario: Tordenaso, Marzolara, Ramiano, Fragno, Iano, Vallerano, Limido, Ceretolo, Vitturola, Bersatico, Strognano, Mattaleto, Riano, Manzano, Quinzano, Cattabiano e Orzale.
L'edificio fu ricostruito probabilmente nel XV secolo e consacrato il 30 giugno del 1438.
Nel 1667 la chiesa romanica, ormai degradata, fu quasi completamente riedificata in stile barocco, sopraelevando gli interni e aggiungendo nel 1670 le cappelle laterali.
Nel 1882 fu costruita la canonica e verso la fine del secolo il campanile romanico fu intonacato e sopralzato.
Agli inizi del XX secolo fu innalzata la facciata neoclassica, mentre nel 1930 furono modificati in stile neobizantino gli interni, in seguito decorati ad affresco nel 1940.
Il 23 dicembre del 2008 un terremoto causò alcuni danni al luogo di culto, che tra il 2012 e il 2013 fu sottoposto a lavori di consolidamento strutturale e restauro.

## Descrizione

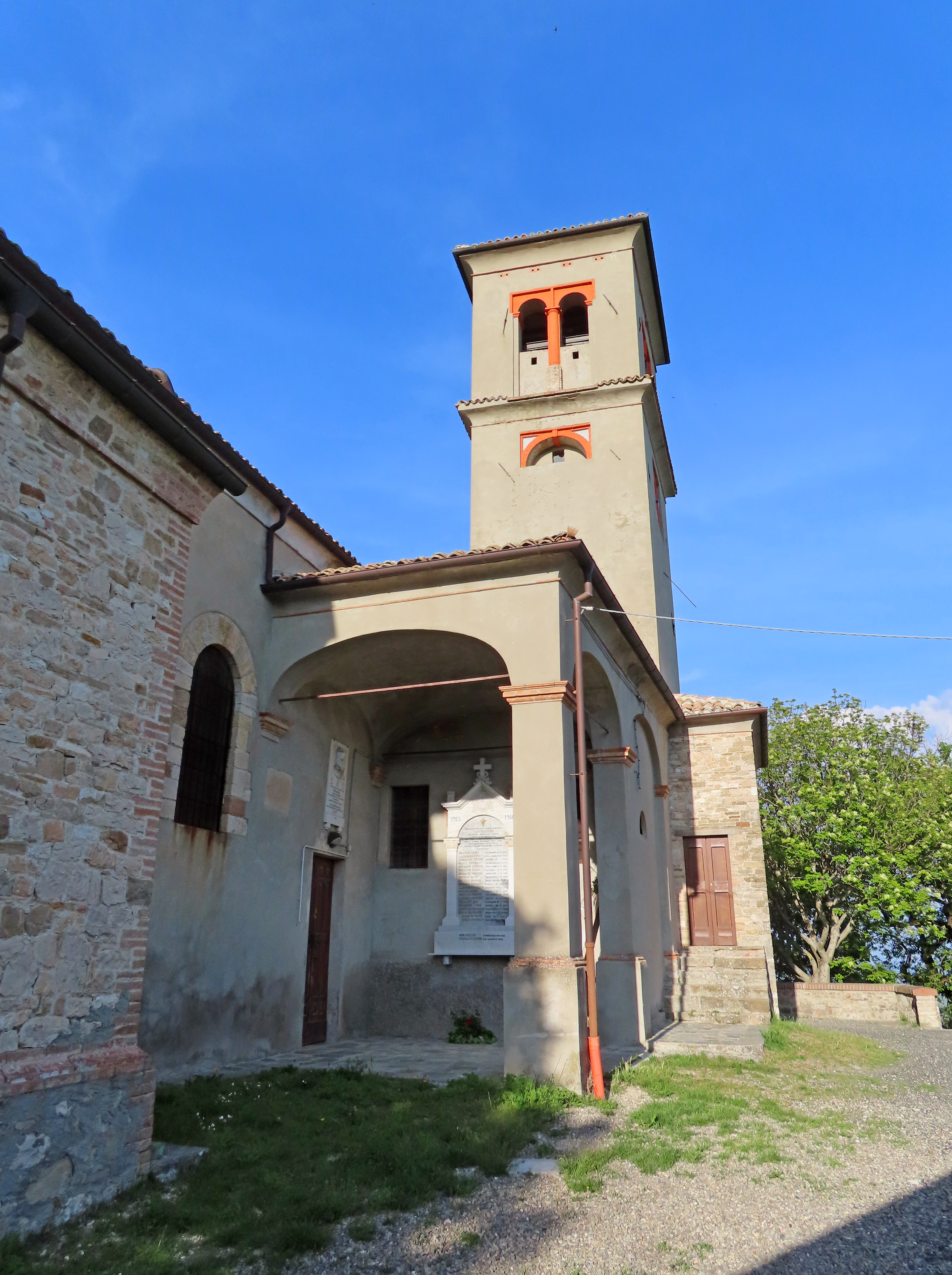
Lato sud e campanile

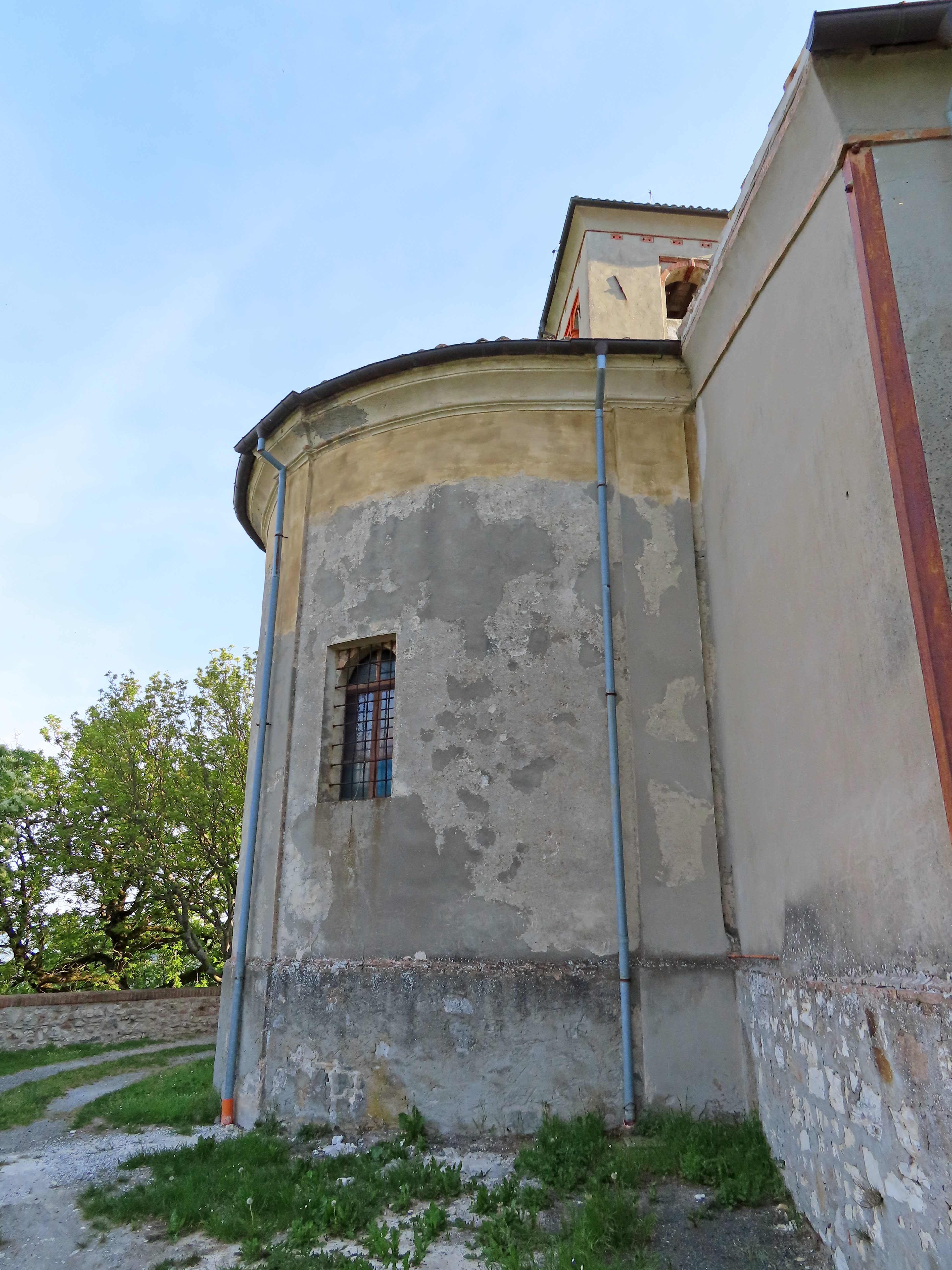
Abside

La chiesa si sviluppa su un impianto a tre navate affiancate da due cappelle sulla sinistra e una sulla destra, con ingresso a ovest e presbiterio absidato a est.
La simmetrica facciata a capanna, interamente intonacata, è preceduta dal sagrato, cui si accede attraversando un portale in pietra a tre fornici, residuo dell'antico maniero; il prospetto del luogo di culto è suddiviso orizzontalmente in due parti da un cornicione in aggetto. Inferiormente si innalzano su un alto basamento quattro coppie di semicolonne coronate da capitelli a cubo scantonato; nel mezzo è collocato il portale d'ingresso principale, delimitato da una sottile cornice e sormontato da un bassorilievo. Superiormente si elevano quattro coppie di lesene coronate da capitelli dorici; al centro si apre una bifora ad arco a tutto sesto. In sommità si staglia un ampio frontone triangolare, delimitato da cornice in profondo aggetto.
Il lato sud, rivestito in pietra, è affiancato dalla cappella in aggetto e da un piccolo portico settecentesco ad archi a sesto ribassato, al cui interno si apre, accanto a due lapidi commemorative, il portale d'accesso secondario. In adiacenza si innalza il campanile intonacato, con cella campanaria affacciata sui quattro lati attraverso bifore ad arco a tutto sesto in laterizio.

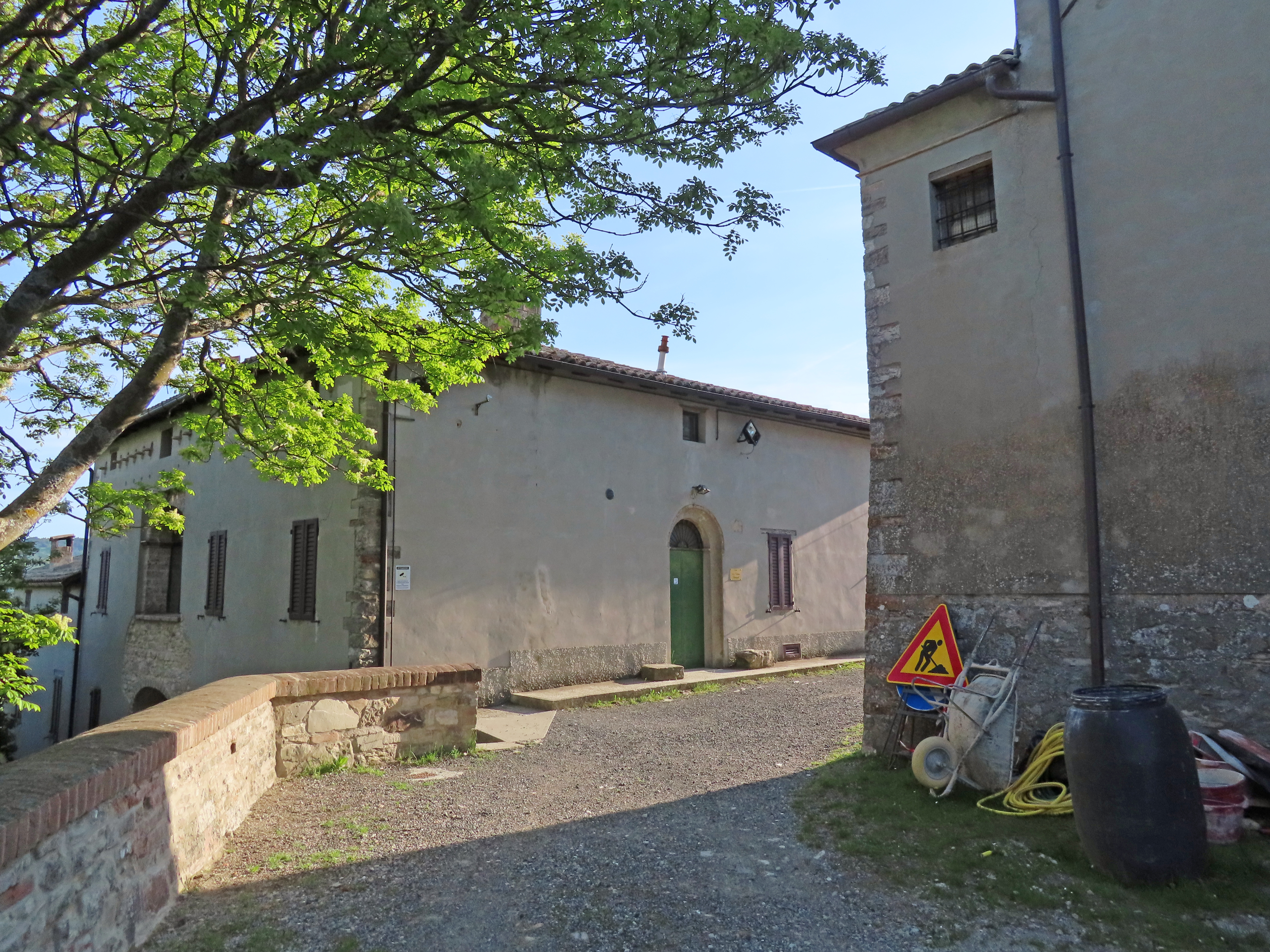
Canonica

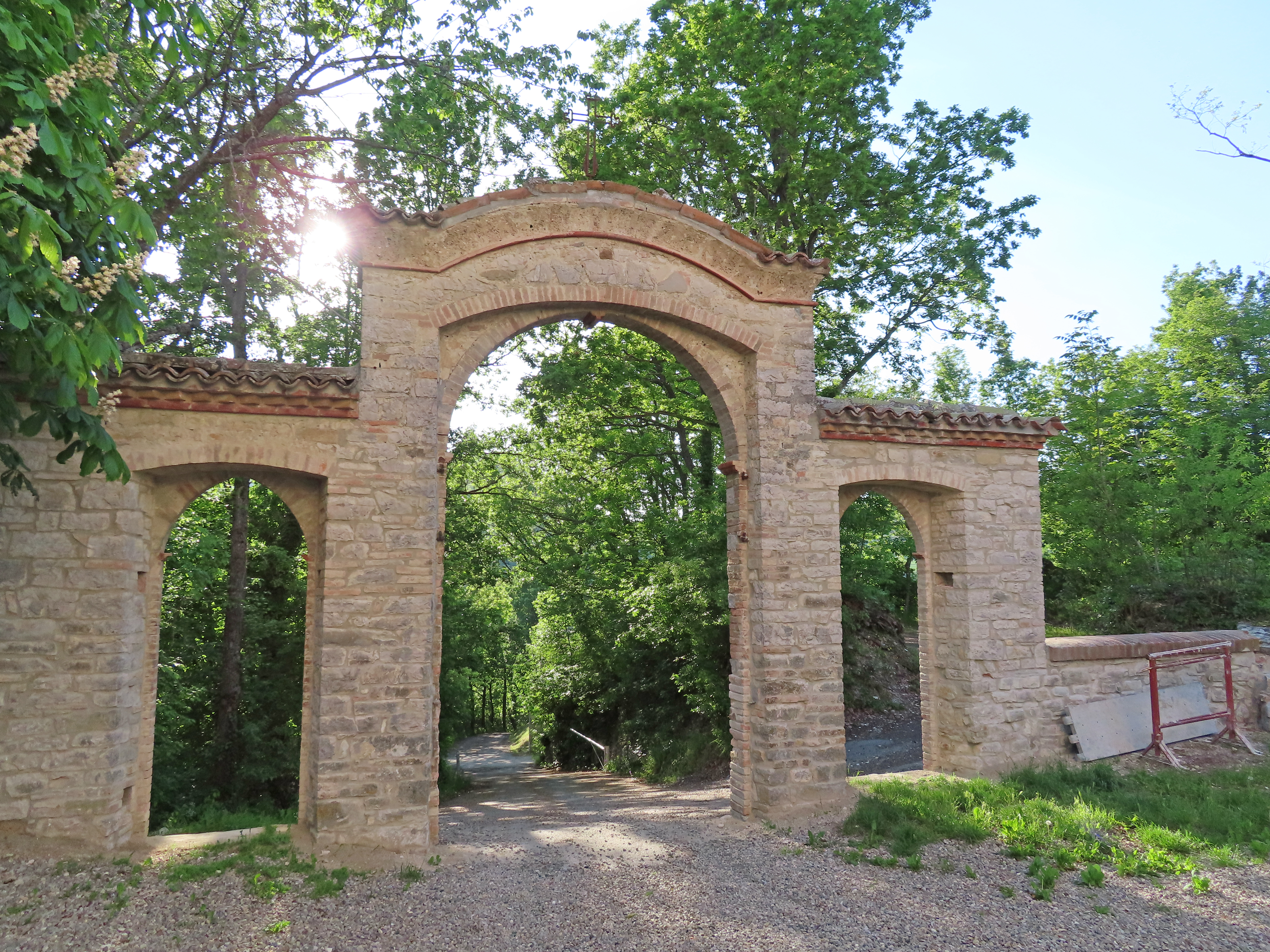
Portale d'accesso al sagrato

All'interno la navata centrale, coperta da volta a botte decorata con un affresco raffigurante un cielo stellato, è separata da quelle laterali, chiuse da volte a botte trasversali, attraverso una serie di colonne in pietra coronate da capitelli a cubo scantonato; sui fianchi si aprono le arcate a tutto sesto delle tre cappelle laterali coperte da volte a botte, dipinte con stelle stilizzate.
Il presbiterio absidato è preceduto dall'arco a tutto sesto, decorato con l'affresco rappresentante Due angeli adoranti una croce; il catino absidale è dipinto con la raffigurazione in stile neobizantino di Gesù Cristo maestro.
La chiesa conserva un fonte battesimale rivestito con due capitelli e un abaco decorati con altorilievi rappresentanti tralci di vite, risalenti all'incirca al 1450 e provenienti dalle rovine del vicino castello; custodisce inoltre una pregevole croce astile del XIV secolo, ornata al centro e alle estremità con le raffigurazioni di San Giovanni Battista e degli Evangelisti.